# 1952年夏季奥林匹克运动会印度尼西亚代表团
印度尼西亞代表團於1952年7月19日至8月3日在芬蘭赫爾辛基參加第15屆夏季奧林匹克運動會，是印度尼西亞（印尼）歷來首支夏季奧運會代表團。代表團團員包括三名男運動員，以人數計是規模較小的代表團之一。結果所有運動員都未能贏得獎牌：舉重選手張慶輝以第8名的成績完成男子輕量級舉重賽事，田徑選手馬蘭·蘇達莫佐以第20名的成績完成男子跳高賽事，泳手哈比卜·蘇哈科則無法從預賽中出線。

## 背景
印度尼西亞共和國前稱荷屬東印度，原為荷蘭殖民地，在1945年宣布獨立，並於1946年成立印度尼西亞共和國體育聯會（Persatuan Olahraga Republik Indonesia，PORI），行使國家奧林匹克委員會的職能。1948年正值獨立戰爭時期（1945年－1949年），印尼共和國體育聯會在中爪哇省梭羅市舉行第一屆全國運動會，並試圖參加同年在英國倫敦舉行的奧運會，但是不成功。1951年印尼派團前往印度新德里參加第一屆亞洲運動會；翌年印尼共和國體育聯會改稱印尼奧林匹克委員會，得到國際奧林匹克委員會的承認，並首次派出運動員參加在芬蘭赫爾辛基舉行的夏季奧運會。

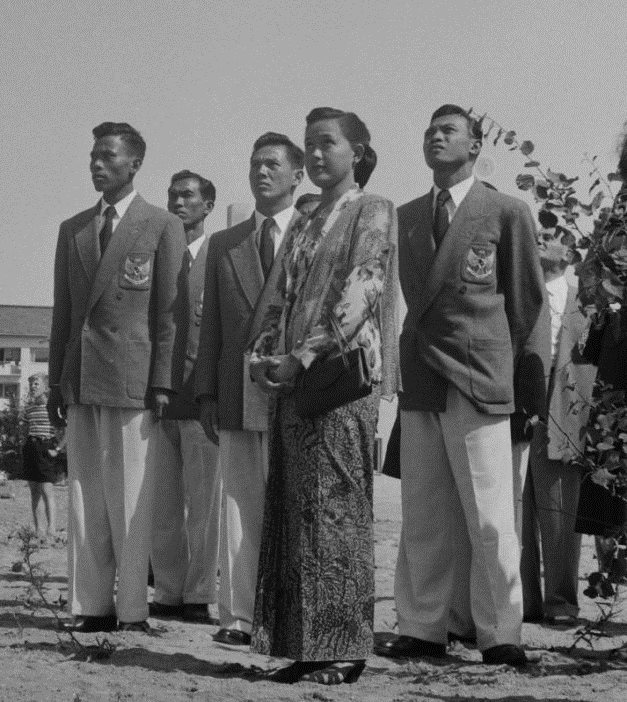
參加赫爾辛基奧運會的印尼代表團；三位運動員站在中間的一排

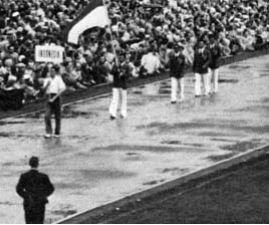
印尼代表團參加開幕典禮的情形；三位運動員站在掌旗官後面

印尼代表團共派出三名男運動員參賽，他們是跳高選手馬蘭·蘇達莫佐、泳手哈比卜·蘇哈科和舉重選手張慶輝（Thio Ging Hwie），都是從參加1948年全國運動會和1951年亞運會的印尼選手當中挑選出來的選手。蘇達莫佐在青年時期曾經以戰士的身分參與獨立戰爭，並參加1948年全運會和1951年亞運會，兩次均以1.89米的最佳成績獲得獎牌（全運會金牌和亞運會銅牌）。後來蘇達莫佐還成為印尼空軍的中校。張慶輝是第一位代表印尼參加國際體育賽事的華人。參加開幕典禮的印尼代表團掌旗官不是參賽選手。印尼代表團只有三名運動員，是1952年夏季奧運會参赛人数最少的代表團之一，只是多於中国、英属圭亚那、巴拿马的一人参赛，以及特立尼达和多巴哥和列支敦士登的兩人参赛。

## 運動員

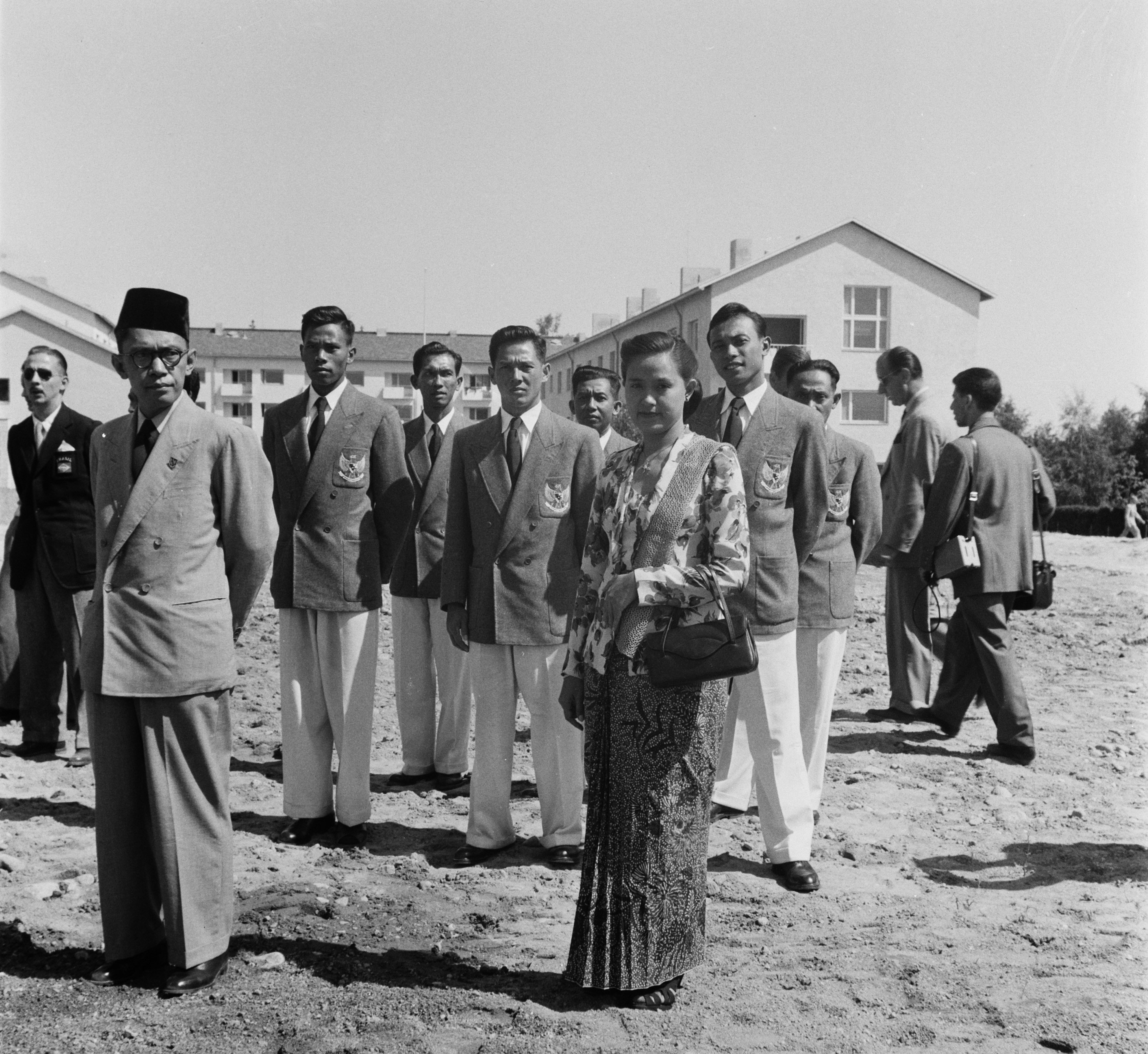
代表團運動員和官員

### 田徑
24歲的馬蘭·蘇達莫佐是當屆奧運會印尼唯一一位田徑選手，他參加的項目是男子跳高賽事。他在參加B組資格賽的時候順利跳出1.80米、1.84米和1.87米的高度，位列小組第14名（總成績第26名），晉級決賽。他在決賽中沒有試跳1.70米，而是從1.80米起跳，一次跳過。不過他跳了三次還是跳不過1.90米這個高度，結果以第20名的成績完成賽事，比獲得金牌的美國選手沃尔特·戴维斯少了0.24米。
| 運動員        | 項目     | 資格賽 | 資格賽 | 決賽 | 決賽 | 來源        |
| 運動員        | 項目     | 成績   | 排名   | 成績 | 排名 | 來源        |
| ------------- | -------- | ------ | ------ | ---- | ---- | ----------- |
| 馬蘭·蘇達莫佐 | 男子跳高 | 1.87   | =26    | 1.80 | =20  | [ 8 ] [ 9 ] |

### 游泳
哈比卜·蘇哈科是當屆奧運會印尼唯一一位泳手，在參加男子200米蛙泳賽事預賽的時候以以2分51.3秒的成績完成賽事，位列小組第5名，未能晉級。
| 運動員        | 項目          | 預賽   | 預賽        | 預賽     | 來源   |
| 運動員        | 項目          | 時間   | 排名        | 備註     | 來源   |
| ------------- | ------------- | ------ | ----------- | -------- | ------ |
| 哈比卜·蘇哈科 | 男子200米蛙泳 | 2:51.3 | 5（第五組） | 未能晉級 | [ 10 ] |

### 舉重
舉重選手張慶輝參加的是男子輕量級舉重賽事。他在作賽期間完成三次軍式推舉（97.5公斤、102.5公斤和105.0公斤），在這部分和另外五名選手並列第一。進入抓舉比賽，他第一次試舉便成功舉起87.5公斤，不過第二次試舉92.5公斤失敗；第三次試舉的重量和第二次相同，這次他成功了。進入挺舉比賽，他先後舉起120.0公斤、125.0公斤和130.0公斤。結合三個項目的最佳成績之後，最後他以327.5公斤的總成績位列第8名，比金牌選手，美國的高野民夫少了35公斤。
| 運動員 | 項目       | 軍式推舉 | 軍式推舉 | 抓举 | 抓举 | 挺举 | 挺举 | 总计  | 排名 | 來源   |
| 運動員 | 項目       | 成績     | 排名     | 成績 | 排名 | 成績 | 排名 | 总计  | 排名 | 來源   |
| ------ | ---------- | -------- | -------- | ---- | ---- | ---- | ---- | ----- | ---- | ------ |
| 張慶輝 | 男子輕量級 | 105      | =1       | 92.5 | =18  | 130  | =6   | 327.5 | 8    | [ 11 ] |

## 外部連結
- 奧運會官方紀錄